# Leccinum manzanitae
A Leccinum manzanitae é uma espécie comestível de fungo boleto da família Boletaceae. Descrita como nova para a ciência em 1971, habitualmente forma uma associação micorrízica com árvores de manzanita. Seus basidiomas (cogumelos) têm píleos pegajosos avermelhados a marrons de até 20 cm, e seus estipes têm até 16 cm de comprimento e 3,5 cm de espessura. Eles têm uma cor de fundo esbranquiçada pontuada por pequenas escamas pretas conhecidas como crostas. Encontrada apenas na região noroeste do Pacífico dos Estados Unidos e do Canadá, é a espécie de Leccinum mais comum na Califórnia. O cogumelo é comestível, embora as opiniões variem quanto à sua qualidade. O L. manzanitae pode ser normalmente distinguido de outros cogumelos boletos semelhantes por seu tamanho grande, píleo avermelhado, crostas escuras em um estipe esbranquiçado e associação com manzanita e árbuto.

## Taxonomia
A Leccinum manzanitae foi descrita pela primeira vez pelo micologista americano Harry Delbert Thiers em 1971, a partir de coletas feitas no condado de San Mateo, Califórnia, no ano anterior, aonde é comumente conhecida como boleto manzanita devido à sua estreita associação com as árvores de manzanita. É classificada na subseção Versicolores da seção Leccinum no gênero Leccinum. Espécies intimamente relacionadas nessa seção incluem L. piceinum, L. monticola, L. albostipitatum e L. versipelle.

## Descrição
Os basidiomas do Leccinum manzanitae as vezes são maciços, ocasionalmente atingindo pesos de vários quilogramas. O píleo tem de 7 a 20 cm de diâmetro, é esférico a convexo quando novo e amplamente convexo a achatado ou pulvinado (em forma de almofada) quando maduro. A superfície do píleo geralmente possui sulcos rasos a profundos ou é reticulada, pegajosa e coberta com fibrilas pressionadas para baixo que são mais visíveis na borda do píleo. Sua cor é vermelho-escura em todos os estágios de desenvolvimento. A carne do píleo tem de 2 a 4 cm de espessura; é branca quando exposta pela primeira vez, mas muda lenta e irregularmente para cinza-acastanhado escuro, sem nenhum estado avermelhado intermediário. A mudança de cor após uma contusão ou lesão é geralmente mais pronunciada em espécimes novas.

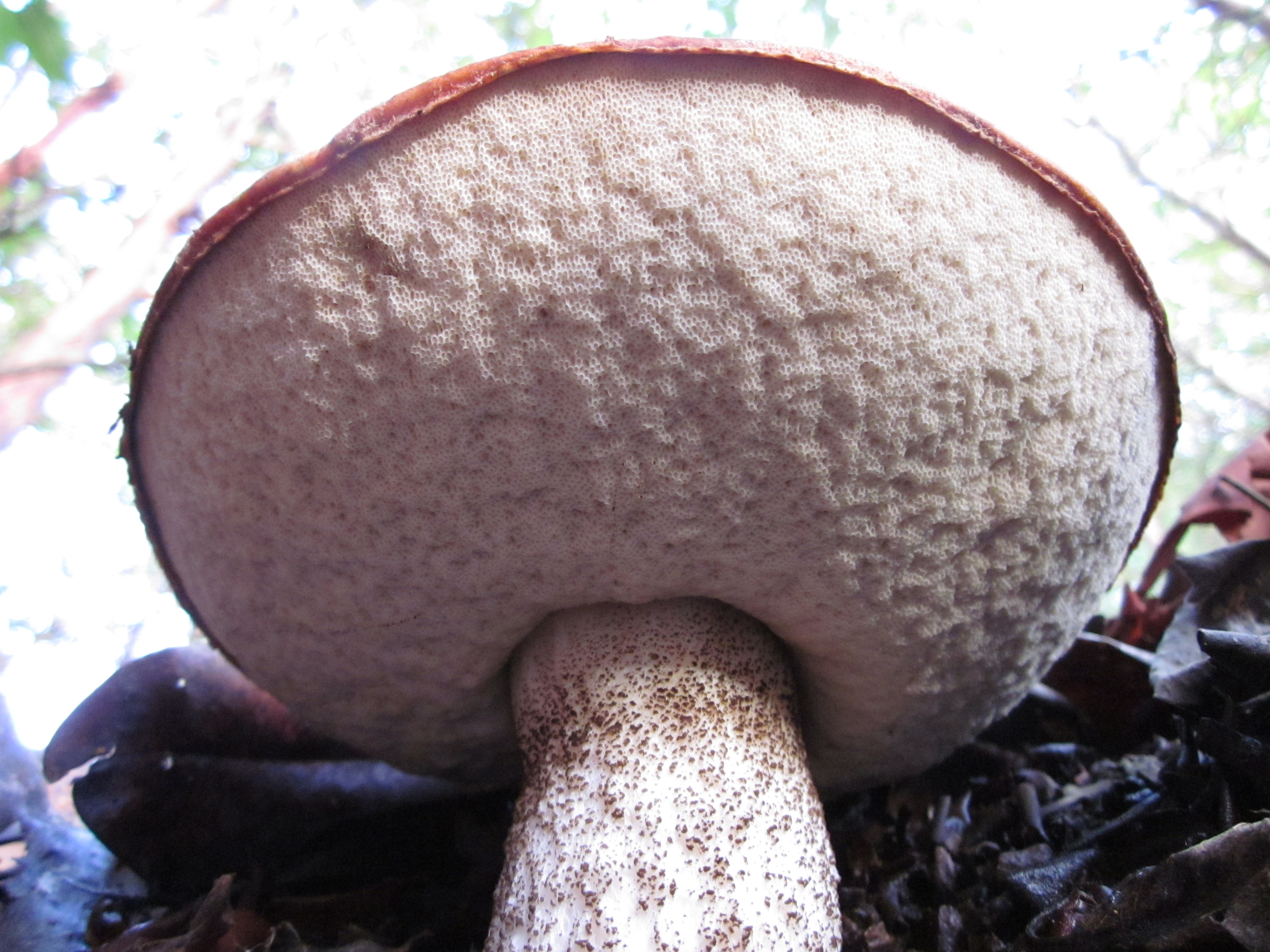
A superfície dos poros é esbranquiçada, com poros de até 1 mm de largura.

Os tubos que compõem o himenóforo têm de 1 a 2,5 cm de comprimento, com uma ligação adnata ao estipe; sua cor é oliva pálido quando novo e escurece quando ferido. Os poros têm até 1 mm de diâmetro, são angulares e têm a mesma cor dos tubos. O estipe tem de 8 a 18 cm de comprimento e de 1,5 a 4 cm de espessura no ápice, e tem formato de taco ou é inchado no meio. É sólido (não oco), com uma superfície seca e coberto por pequenas projeções granulares rígidas chamadas crostas. As crostas são geralmente esbranquiçadas quando jovens, mas acabam se tornando cinza-acastanhadas escuras com a idade. A carne do estipe fica com uma coloração azulada quando ferida, embora essa reação seja variável e, as vezes, demorada; ela não tem sabor ou odor característico.

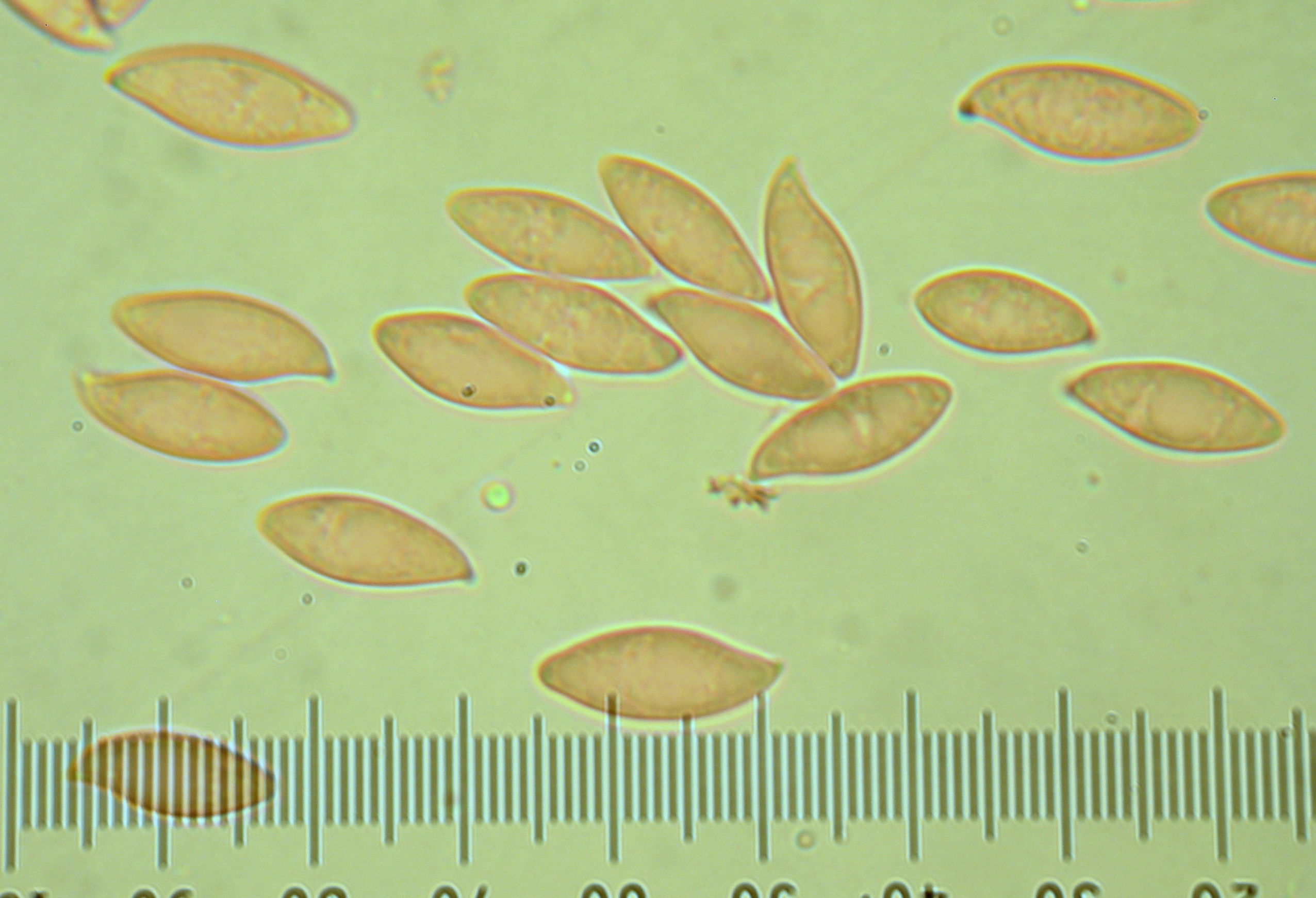
Os esporos são elípticos a cilíndricos e afilados nas extremidades.

O Leccinum manzanitae produz uma esporada marrom-canela. Os esporos têm de 13 a 17 por 4 a 5,5 μm, são de certa forma elípticos a cilíndricos e afilados em cada extremidade (fusoides); suas paredes são lisas e moderadamente espessas. Os basídios, as células portadoras de esporos, medem de 27 a 32 por 6 a 9 μm, têm formato de taco a pera (piriforme) e quatro esporos. Os cistídios têm 23-32 por 4-6 μm, são fusoides a em forma de taco com ápices estreitos e alongados. Os caulocistídios (cistídios encontrados na superfície do estipe) têm paredes finas, possuem forma de taco ou são um pouco fusoides e, as vezes, terminam em uma ponta afiada; medem 35 a 45 por 9 a 14 μm. As fíbulas estão ausentes nas hifas. As hifas da pileipellis estão dispostas na forma de um tricoderma (em que as hifas mais externas emergem aproximadamente paralelas, perpendiculares à superfície do píleo).
Diversos testes químicos podem ser usados para ajudar a confirmar a identificação do cogumelo: uma gota de solução diluída (3-10%) de hidróxido de potássio (KOH) tornará os tubos vermelho-pálido, enquanto o ácido nítrico (HNO3) nos tubos produz amarelo-alaranjado; uma solução de sulfato de ferro (II) (FeSO4) aplicada à carne resulta em uma cor cinza-pálida.
Thiers também descreveu a variedade L. manzanitae var. angustisporae do condado de Mendocino. Semelhante à forma principal em aparência e habitat, ela tem esporos menores e estreitamente alongados, normalmente com 3-4 μm de largura e 1-2 μm de comprimento.

### Comestibilidade
O cogumelo Leccinum manzanitae é comestível e seu sabor às vezes é bem avaliado, embora outros tenham descrito o sabor como insípido. A desidratação do cogumelo pode melhorar o sabor. Um guia de campo aconselha cautela ao selecionar essa espécie para a mesa, pois houve relatos de envenenamento com cogumelos de aparência semelhante encontrados nas Montanhas Rochosas e na região noroeste do Pacífico dos Estados Unidos.

### Espécies semelhantes
No campo, os basidiomas de Leccinum manzanitae geralmente podem ser distinguidos dos de outras espécies semelhantes de boletos por seu tamanho grande, píleo avermelhado, crostas escuras em um estipe esbranquiçado e associação com manzanita e árbuto. A L. ponderosum também tem um píleo pegajoso vermelho-escuro, mas sua carne não escurece com a exposição e seu píleo é liso quando novo. A L. armeniacum também cresce com manzanita e árbuto, mas seu píleo é mais alaranjado.
A L. aeneum, conhecida apenas na Califórnia, é outra espécie que se associa com manzanita e árbuto. Tem um píleo alaranjado e crostas esbranquiçadas no estipe que não escurecem significativamente à medida que o cogumelo amadurece. A L. insigne, encontrada em florestas de coníferas com álamos, tem uma coloração semelhante à L. manzanitae. A L. scabrum, de píleo marrom, está associado à bétula ornamental, geralmente em paisagens cultivadas. A L. constans, também encontrada exclusivamente na Califórnia, é mais pálida e não sofre alterações de cor quando a carne é cortada e exposta ao ar; é encontrada perto de árbuto nas regiões costeiras. A espécie L. largentii, encontrada nas regiões do norte da Costa Oeste dos EUA, tem um píleo seco com uma borda fibrilosa a escamosa, poros de cor oliva escura e crostas densamente dispostas no estipe. Ela se associa a Heteromeles arbutifolia.

## Habitat e distribuição
A Leccinum manzanitae é uma espécie micorrízica. Seus cogumelos crescem isolados ou espalhados no solo sob árbuto e manzanita. Conhecida por ocorrer apenas na América do Norte, é comumente encontrada do centro da Califórnia ao sul do Oregon, mas também foi relatada mais ao norte em Washington e na Colúmbia Britânica (Canadá). Thiers a considerou a Leccinum mais abundante da Califórnia.